# Nick Foligno
Nicholas Foligno, detto Nick (Buffalo, 31 ottobre 1987), è un hockeista su ghiaccio statunitense.

## Carriera
Dal 2004/05 al 2006/07 ha giocato in OHL con i Sudbury Wolves. Dopo un periodo ai Binghamton Senators in AHL, è approdato in NHL nella stagione 2007/08 con gli Ottawa Senators.
Nella stagione 2012/13 approda ai Columbus Blue Jackets, dove resta fino al 2021, quando passa ai Toronto Maple Leafs un giorno prima della deadline. Alla fine della stagione passerà ai Boston Bruins, e nel 2023 approda ai Chicago Blackhawks.